# Dood van Diana Spencer

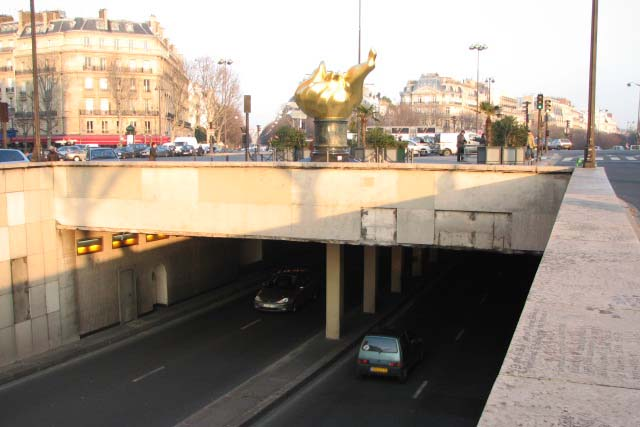
De Almatunnel

Op 31 augustus 1997 overleed Lady Diana Spencer, prinses van Wales, bij een auto-ongeluk in een tunnel bij de Pont de l'Alma in Parijs, samen met haar vriend Dodi Fayed en hun chauffeur Henri Paul. Fayeds lijfwacht Trevor Rees-Jones was het enige slachtoffer dat het ongeluk overleefde.
Alle rapporten en onderzoeken concluderen dat het ongeluk is te wijten aan de chauffeur die te veel alcohol had gedronken en de controle over zijn voertuig verloor in een poging om met hoge snelheid de achtervolgende fotografen (paparazzi) te ontlopen. Er ontstond twijfel over de feitelijke toedracht, en Dodi's vader Mohamed Al-Fayed (de eigenaar van het Hôtel Ritz waar de chauffeur in dienst was) stelde dat zijn zoon zou zijn vermoord. Het Franse politieonderzoek concludeerde dat er geen sprake was van een samenzwering. Een Brits onderzoek dat hieraan parallel liep leidde in 2006 tot een rapport, waarin werd vermeld dat Al-Fayeds vragen en bedenkingen geen goede basis waren voor verder onderzoek en verworpen moesten worden.

## Omstandigheden
Op zaterdag 30 augustus vertrokken de prinses en Al-Fayed laat in de avond vanuit het Hôtel Ritz aan de Place Vendôme, via de achteruitgang in de Rue Cambon te Parijs. Ze waren op weg naar het appartement van Al-Fayed in de Rue Arsène Houssaye, gelegen in een rijke buurt in het westen van de stad. Vanuit het hotel passeerden zij het Place de la Concorde, om vervolgens langs de Seine hun weg te vervolgen. Net na middernacht, op 31 augustus om 0.25 uur, reed hun Mercedes-Benz S-280 op hoge snelheid de Almatunnel in, achtervolgd door negen Franse fotografen op verschillende motorfietsen.
Bij de ingang van de tunnel raakte de chauffeur de controle over het stuur kwijt, waarna de auto naar de linkerhelft van de rijbaan schoot, frontaal tegen de dertiende steunpilaar botste en daarna ronddraaiend aan het einde van de tunnel tot stilstand kwam. Er was geen vangrail voor de pilaren om dit te voorkomen. Twee Amerikanen die Parijs bezochten, hoorden het ongeluk en renden naar de tunnel. Joanna Luz en Tom Richardson, beiden uit San Diego, vertelden aan CNN dat ze een wandeling langs de Seine aan het maken waren toen ze een knal en piepende banden hoorden in de tunnel. (Deze getuigen zijn niet erkend door Scotland Yard.)
Tom Richardson:

Dus ik en een andere Duitse man renden in de tunnel om te zien of we iemand uit de auto konden bevrijden, en een andere Duitse man bij het ongeluk kwam naar ons toegerend want het leek alsof de auto elk moment kon exploderen, en dus draaiden we ons om en verlieten de tunnel... maar 15 seconden later gingen we weer terug... de paparazzi maakten foto's.

Joanna Luz:

Het was een donkergroene Mercedes en de airbag zat aan de kant van de passagiersstoel, dat weet ik zeker, en een toeter, net na de grote explosie was er een toeter - ongeveer twee minuten lang en ik denk dat het de bestuurder was die tegen het stuur werd gedrukt... We liepen langs de Seine en hoorden een enorme explosie...

Terwijl de inzittenden ernstig gewond of dood in de auto lagen, bleven de fotografen foto's maken. Diana, in kritieke toestand, zou herhaaldelijk de woorden "oh mijn God" hebben gemompeld, en nadat de fotografen aan de kant werden geduwd door hulpteams, de woorden "laat me met rust".
Dodi Al-Fayed en Henri Paul werden beiden doodverklaard op de plaats van het ongeluk. Trevor Rees-Jones was nog bij bewustzijn en had meerdere verwondingen in zijn gezicht. Diana zat bijna een uur lang klem in het autowrak, maar nadat het dak eraf was gehaald, kwam ze levend uit de auto. Nadat ze enige tijd ter plekke behandeld was, bracht een ambulance haar naar het Hôpital de la Salpêtrière. Hier arriveerde ze kort na 2.00 uur. Ondanks pogingen om haar in leven te houden, waren de interne verwondingen te hevig: haar hart was verschoven van de linker- naar de rechterzijde van haar borst, waardoor een longader en het pericard waren gescheurd. Ze werd geopereerd, maar dit mocht niet baten. Twee uur later, om 4.00 uur, werd zij door de doktoren doodverklaard. Om 5.30 uur werd een persconferentie gehouden waarin een arts van het ziekenhuis, de Franse minister van binnenlandse zaken Jean-Pierre Chevènement, en Michael Jay (Brits ambassadeur in Frankrijk) bevestigden dat prinses Diana was overleden.
Later in de ochtend bezocht Chevènement samen met de toenmalige Franse Premier Lionel Jospin, de vrouw van president Jacques Chirac, Bernadette Chirac, en de Franse Minister van Gezondheid, Bernard Kouchner, de ziekenhuiskamer met het stoffelijk overschot van Diana en betoonden haar de laatste eer. Na hun bezoek sprak de anglicaanse aartsdiaken van Frankrijk, Martin Draper, overlijdensgebeden uit het Book of Common Prayer.
Rond 14.00u die middag arriveerden toenmalige Prins Charles en Diana's zussen, Lady Sarah McCorquodale en Lady Jane Fellowes in Parijs; anderhalf uur later vertrokken ze met het stoffelijk overschot van Diana.

## Overige gebeurtenissen
Sommige media berichtten dat de auto van Diana de pilaar in de tunnel met een snelheid van meer dan 190 kilometer per uur had geraakt, en dat de wijzer van de snelheidsmeter zo was blijven staan. Later werd gezegd dat de eigenlijke snelheid tussen de 95 en 110 kilometer per uur bedroeg, en dat de snelheidsmeter geen wijzer had omdat deze digitaal werkte; dit is echter tegenstrijdig met de lijst van verkrijgbare onderdelen en accessoires van de Mercedes-Benz W140 S-Klasse, die een computergestuurde analoge snelheidsmeter gebruikt, zónder digitaal scherm. Desondanks reed de auto in ieder geval veel sneller dan de toegestane snelheid van 50 kilometer per uur. In 1999 concludeerde een Frans onderzoek dat de Mercedes in de tunnel een andere auto had geraakt (een witte Fiat Uno). De bestuurder van die auto heeft zich nooit gemeld, en de auto is nooit gevonden.
De onderzoekers concludeerden dat het ongeval was te wijten aan een dronken chauffeur, die probeerde om de achtervolgende paparazzi met hoge snelheid te ontlopen.
In november 2003 werden Christian Martinez en Fabrice Chassery, de fotografen die foto's maakten van de slachtoffers na het ongeval, en Jacques Langevin, die foto's maakte toen het stel het Ritz Hotel verliet, onschuldig verklaard met betrekking tot het overtreden van de Franse privacy-wetten.
Op 6 januari 2004, zeven jaar na hun dood, werd door Michael Burgess, de lijkschouwer van het hof, in Londen een nieuw onderzoek geopend naar de dood van Diana en Dodi Al-Fayed. Hij vroeg aan de commissaris van de Metropolitan Police Service, John Stevens, om onderzoek te doen, naar aanleiding van de vele speculaties dat de dood geen ongeluk zou zijn. Het team van de Metropolitan Police bracht in december 2006 verslag uit in Operation Paget.
Het technisch onderzoeksteam bevestigde dat geen van de inzittenden een veiligheidsgordel droeg op het moment van het ongeluk. Velen speculeerden dat als Diana een gordel had gedragen, haar verwondingen minder erg zouden zijn geweest.
In januari 2006 legde Stevens in een interview voor GMTV uit dat de zaak veel moeilijker in elkaar zat dan gedacht was. De Sunday Times schreef op 29 januari 2006 dat agenten van de Britse geheime dienst werden ondervraagd, omdat ze in Parijs waren op het moment van het ongeval. In een Duits journaal werd gesuggereerd dat deze agenten mogelijk de bloedmonsters van de chauffeur met een ander bloedmonster zouden hebben verwisseld, hoewel bewijs hiervoor nooit is gevonden.
Op 13 juli 2006 publiceerde het Italiaanse tijdschrift Chi een foto van Diana gedurende haar "laatste momenten", ondanks een onofficieel verbod op het publiceren van zulke foto's. De foto was kort na het ongeval gemaakt, en toont de gewonde prinses op de achterbank terwijl een verpleger probeert om een zuurstofmasker op haar gezicht te plaatsen. Deze foto werd ook in andere Italiaanse en Spaanse tijdschriften en kranten gepubliceerd.
De redactie van Chi verdedigde haar besluit door te zeggen dat ze de foto's publiceerde vanwege de "simpele reden dat ze nog nooit zijn getoond" en dat, aldus de redactie, ze de herinneringen aan de prinses niet zouden schaden.

## Samenzweringstheorieën
Hoewel alle onderzoeken uitwezen dat Diana was omgekomen als gevolg van een auto-ongeluk, kwamen Al-Fayed en de Daily Express met samenzweringstheorieën dat het om een aanslag zou gaan.

### Henri Paul
De conclusie van de Franse onderzoekers dat Henri Paul dronken was, was gebaseerd op een reeks bloedtesten, waarvan werd verklaard dat ze (volgens Jays rapport van september 1997) drie keer het maximaal toegestane alcoholpromillage bevatten. Deze eerste tests werden door een Brits patholoog, die was aangenomen door Al-Fayed, nogmaals bestudeerd; daarop lieten de Franse autoriteiten een derde nog nauwkeuriger test doen, deze keer met een vloeistof van de sclera (het wit van het oog), die het alcoholpromillage in het bloed bevestigde en eveneens liet zien dat Paul antidepressiva gebruikte.
Er wordt beweerd dat het alcoholpromillage in Henri Pauls bloed, zoals aangetoond, niet in overeenstemming was met zijn nuchtere gedrag, dat te zien is op camerabeelden van die avond. De families van Dodi Al-Fayed en Henri Paul hebben de conclusies en bevindingen van de Franse onderzoekers niet aangenomen. Mohamed Al-Fayed bijvoorbeeld blijft erbij dat zijn zoon en de prinses zijn omgekomen als gevolg van een samenzwering van prins Philip, de echtgenoot van koningin Elizabeth II.
In november 2006 berichtten verschillende nieuwsbronnen dat de identiteit van de persoon waartoe de bloedtests behoorden was achterhaald, en dat bleek dat het om een zelfmoordslachtoffer ging. De Franse forensische patholoog Dominique Lecomte werd ervan verdacht het onderzoeksteam te hebben misleid. Andere bronnen verklaarden dat hoewel er dingen werden verzwegen en er fouten waren gemaakt in het rapport van de pathologen, de DNA-tests bevestigden dat het bloed met het hoge alcoholpromillage inderdaad van de chauffeur was. De veronderstelling dat Henri Paul onder invloed van alcohol was, werd hiermee dus bevestigd.
Op 10 december 2006 werd bekendgemaakt dat DNA had aangetoond dat het bloed inderdaad van Henri Paul was. De tests bevestigden dat de origineel genomen bloedmonsters van de bestuurder Henri Paul waren, en dat hij drie keer het in Frankrijk maximaal toegestane alcoholpromillage in zijn bloed had, aldus de BBC.
In december 2006 merkte het onderzoek (Operation Paget) van John Stevens, voormalig hoofd van de Metropolitan Police Service, op dat Paul op de bewuste avond vrij was geweest. Hij moest echter plotseling aan het werk, toen Dodi Al-Fayed eiste dat hij zou rijden. Hij zal niet, concludeerde het onderzoek, hebben verwacht nog te moeten werken toen hij begon met drinken. Een onderzoek in zijn flat toonde aan dat er geen bewijs was dat Paul een zwaar alcoholist was, maar iemand die wel geregeld een glaasje dronk.

### Betrokkenheid van de MI6
Richard Tomlinson, een voormalig agent van de MI6, beweerde dat de Britse geheime inlichtingendienst prinses Diana voorafgaand aan haar dood in de gaten hield, dat haar chauffeur op de nacht dat ze overleed een agent van MI6 was, en dat haar dood overeenkwam met plannen die hij in 1992 zag voor de moordpoging op de president van Servië, Slobodan Milošević. Tomlinson werd in juli 2006 door de Franse autoriteiten gearresteerd, als onderdeel van het onderzoek naar de dood van prinses Diana. Ook nam de politie zijn computerbestanden en persoonlijke papieren in beslag uit zijn huis in Cannes.

### Zwangerschap
Volgens een andere theorie over een aanslag op de prinses, zou Diana zwanger zijn geweest van Dodi's kind. In januari 2004 zei voormalig lijkschouwer van de Koninklijke Staf, Dr. John Burton, in een interview met The Times dat hij autopsie had laten plegen op Diana's lichaam in een mortuarium in Fulham. Hij was persoonlijk aanwezig bij een onderzoek van haar baarmoeder, waaruit werd geconcludeerd dat ze niet zwanger was. Het rapport van John Stevens bevestigt dit.
Eind 2004 liet het Amerikaanse televisienetwerk CBS afbeeldingen zien van de plaats van het ongeluk. Deze foto's toonden een onbeschadigd deel van de Mercedes, waarop Diana (onbebloed en zonder verwondingen) te zien was, hurkend op de vloer van de auto met haar rug tegen de rechter passagiersstoel - de rechter achterdeur was volledig geopend. Het uitbrengen van deze foto's veroorzaakte veel opschudding in het Verenigd Koninkrijk, waar men meende dat de privacy van de prinses was geschonden. Mohamed Al-Fayed liet hierop een nieuw proces aanspannen. Twintig ongepubliceerde foto's van kort na de botsing worden bewaard door CBS.
In oktober 2003 publiceerde de Daily Mirror een brief van prinses Diana waarin ze, tien maanden voor haar dood, schreef over een mogelijk complot om haar te doden, door de remmen van haar auto te saboteren. "Deze bijzondere fase in mijn leven is de meest gevaarlijke." Ze zei dat "--- (naam weggelaten) 'een ongeval' aan het voorbereiden is met mijn auto, waarbij de remmen niet meer werken en ik ernstig letsel oploop, zodat de weg vrij is voor Charles om te trouwen."

### Witte Fiat
Er wordt ook gespeculeerd dat de Mercedes geraakt zou zijn door een witte Fiat Uno, die laksporen achterliet op de Mercedes, maar alle onderzoeken hiernaar zijn op niets uitgelopen. Het bewijs dat de laksporen afkomstig waren van de Fiat Uno van een bewaker die zijn auto de volgende dag zou hebben overgeschilderd kon niet worden geleverd.
De tunnel bij het Place de l'Alma staat bekend als een onoverzichtelijke plek; er is weinig zicht en er staan vierkante pilaren in het midden. Er werd bericht dat een felle, witte lichtflits is waargenomen bij de ingang van de tunnel, net voordat de auto met Diana er binnen reed. Sommigen die in deze theorie geloven, menen dat dit het wapen was dat werd gebruikt om de chauffeur te verblinden, net voor het naderen van een gevaarlijke, onoverzichtelijke plek.

### Veiligheidsgordel
In april 2006 ontstond in de media een discussie over het feit dat Diana, die altijd een gordel droeg, op het moment van het ongeluk geen gordel om had, evenmin als Dodi. De Daily Express kopte: "Diana droeg altijd een gordel, alleen niet tijdens die fatale nacht". Het zou kunnen dat de gordels kapot waren of niet konden worden gebruikt, wat kan duiden op sabotage. Ook ontstond de vraag of ze de gordel überhaupt de hele rit gedragen heeft, of slechts een deel daarvan.
Prof. André Lienhart, die de hulpdiensten vertegenwoordigde, zei tegen de Franse regering over het ongeval:

Wat zeker is, is dat ze geen gordel droeg en dat maakt de dingen alleen maar erger. We zouden graag denken dat áls ze een gordel zou hebben gedragen, we in staat waren geweest om haar nog te redden.

CNN maakte een analyse van het ongeval en concludeerde dat de verwondingen minder erg waren geweest als de inzittenden hun veiligheidsgordels gedragen zouden hebben.

### Vervoer naar het ziekenhuis
De Daily Express, een Britse tabloid, heeft veel artikelen uitgebracht met betrekking tot samenzweringstheorieën. Zo stelt het dagblad de vraag waarom de ambulance die Diana vervoerde er zeventig minuten over deed om slechts een kleine vijf kilometer af te leggen, waarbij het nota bene twee andere ziekenhuizen passeerde. In een interview voor het programma Who Killed Diana? legt de chirurg die Diana opereerde uit, dat de rit zo lang duurde om verdere verwondingen te voorkomen. Hij verklaarde ook dat de drie ziekenhuizen in Parijs via een schema werken met betrekking tot de behandeling van ernstige verwondingen. In de nacht van het ongeluk was het ziekenhuis Pitié-Salpêtrière belast met de taak om zulke verwondingen als die van Diana te behandelen.

## Dood door ongeluk
Hoewel er veel theorieën bestaan die beweren dat Diana door opzet om het leven kwam, is de officiële lezing nog steeds dat het om een ongeluk gaat. Een Franse rechtbank kwam bijvoorbeeld tot deze conclusie. Dat het om een ongeluk zou gaan houdt verband met de theorie over de witte Fiat Uno, die laksporen achterliet op de Mercedes. De chauffeur van Diana, die met hoge snelheid de tunnel inreed, zou geprobeerd hebben de witte Fiat te ontwijken. Hierin slaagde hij niet: hij verloor de macht over het stuur, met als gevolg de botsing tegen de pilaar.

## Begrafenis en reactie van het volk

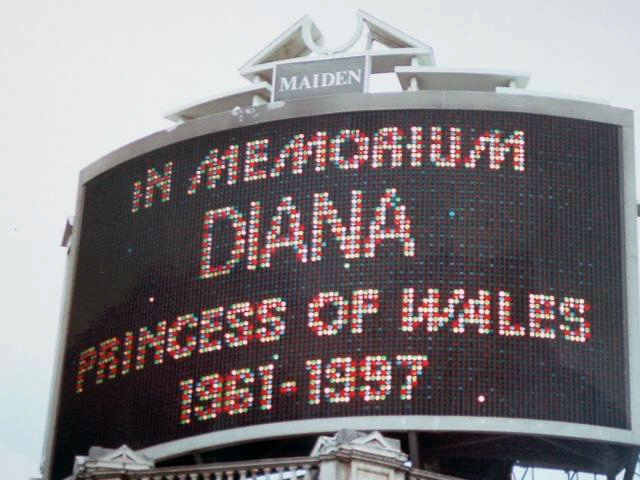
Lichtkrant bij Piccadilly Circus

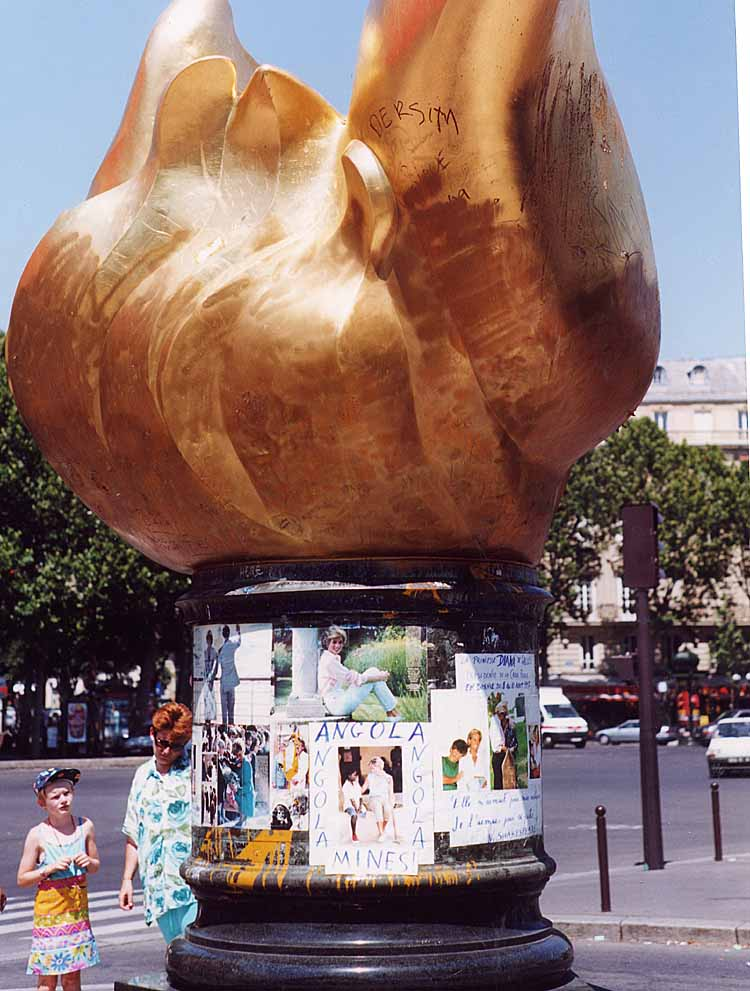
De Vrijheidsvlam boven de ingang van de tunnel waarin Diana verongelukte. De zuil is lange tijd beplakt geweest met rouwbetuigingen voor Diana, maar de Franse autoriteiten hebben die later weggehaald (Place Diana).

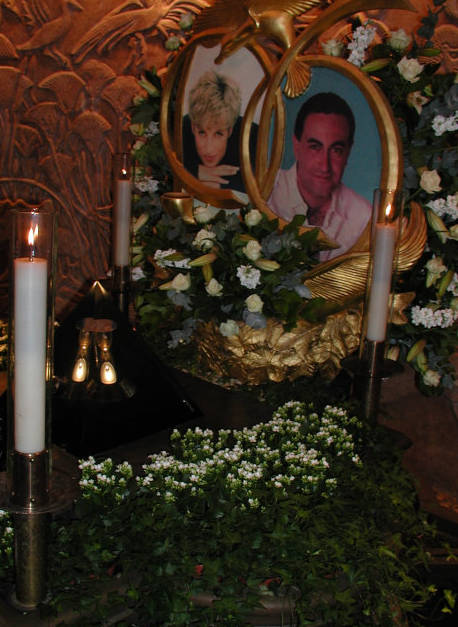
Gedenksteen in het Londense warenhuis Harrods

Diana's dood zorgde voor buitengewoon veel emotionele betrokkenheid van het Britse volk, en haar begrafenis bij de Westminster Abbey op 6 september trok naar schatting drie miljoen rouwende mensen naar Londen. De televisie-uitzending werd wereldwijd door miljoenen mensen bekeken, waarmee het nieuws over de dood van Moeder Teresa in Calcutta een dag eerder, geheel werd overschaduwd.
Meer dan een miljoen boeketten werden achtergelaten bij haar huis in Londen, Kensington Palace, en aan het publiek werd gevraagd geen bloemen meer te leggen bij Althorp, het landgoed van haar familie, omdat het grote aantal mensen en bloemen een gevaar zouden vormen voor de openbare veiligheid.
De reactie van de koninklijke familie op de dood van Diana veroorzaakte veel verbazing en protest. De koningin verbleef namelijk in haar vakantieverblijf Balmoral Castle in Schotland. Haar besluit om niet onmiddellijk naar Londen terug te keren of het publiek toe te spreken werd door velen bekritiseerd.
Door sommigen werd het vreemde optreden van de koninklijke familie opgevat als een tekort aan medeleven: het niet halfstok hangen van de vlag bij Buckingham Palace werd door veel kranten met woedende koppen afgekeurd. "Waar is onze Koningin? Waar is haar vlag?" kopte The Sun.
Nadat de koningin was teruggekeerd naar Londen sprak ze via de televisie tot het volk.
Voor en na de begrafenisdienst werden langs bijna de gehele lengte van de rit bloemen geplaatst door rouwende mensen. Auto's aan de andere kant van de M1 stopten toen de stoet langsreed op de rijbaan richting Althorp. Buiten Westminster Abbey riep de menigte artiesten toe, waaronder zanger Elton John, die een herschreven versie van zijn nummer Candle in the Wind zong. De rouwdienst werd live uitgezonden op televisie en was overal ter wereld te zien. Luidsprekers waren geplaatst zodat de menigte mee kon luisteren. Er werd geapplaudisseerd voor de toespraak van Diana's broer, Charles Spencer, die kritiek uitte tegen de pers en indirect ook tegen de koninklijke familie wegens hun verraad van Diana.
Diana werd begraven bij Althorp in Northamptonshire, op een eiland in het midden van een meer, dat de "Ronde Ovaal" wordt genoemd. In haar kist draagt ze een zwarte jurk en heeft ze een rozenkrans in haar hand. Tijdens de zomer is er een bezoekerscentrum geopend, waar bezoekers een tentoonstelling over haar leven kunnen bekijken en rond het meer mogen lopen.

### Jaren na de begrafenis
Gedurende de vier weken na haar begrafenis, steeg het aantal zelfmoorden in Engeland en Wales met 17%, vergeleken met het gemiddelde in die periode in de vier voorafgaande jaren. Onderzoekers meenden dat dit werd veroorzaakt door een effect van herkenning, omdat het aantal zelfmoorden het grootst was bij de groep mensen die op Diana leken. Het aantal zelfmoorden onder vrouwen met een vergelijkbare leeftijd van Diana, namelijk de vrouwen met een leeftijd tussen de 25 en 44 jaar, steeg met meer dan 45%.
In de jaren na haar dood is de belangstelling voor het leven van Diana groot gebleven, vooral in de Verenigde Staten. Talrijke fabrikanten maken nog steeds producten die met Diana te maken hebben. Deze spullen worden door velen bestempeld als kitsch. 
Als een tijdelijk monument beplakte het publiek de Flamme de Liberté (Vrijheidsvlam), een monument nabij de Almatunnel in Parijs, dat betrekking heeft op de Franse donatie aan het Vrijheidsbeeld in de Verenigde Staten. De wensen en condoleances zijn enkele jaren na haar dood weggehaald, hoewel er nog geregeld gedenktekens op worden achtergelaten: de betonnen muur van de tunnel wordt nog steeds gebruikt als "monument" door mensen die er hun gevoelens over Diana kwijt willen. Een permanent monument, de Prinses Diana-herdenkingsfontein, werd op 6 juli 2004 in het Hyde Park in Londen geopend, maar het werd geplaagd door problemen, waardoor het al twee keer voor reparatie gesloten moest worden.
In 1999, iets langer dan een jaar na haar dood, stelde de journalist Christopher Hitchens, terwijl hij op een cruiseschip zat, dat Diana "een gelijkenis had met een mijnenveld: op zich gemakkelijk te leggen, maar enorm moeilijk, duur en gevaarlijk om er weer vanaf te komen." Toen hij hier verontrustende reacties op kreeg zei hij dat hij "dacht dat het grappig was".
Diana stond derde op de lijst van 100 Greatest Britons in 2002, gesponsord door de BBC en samengesteld door stemmen van het Britse volk. In deze lijst stond ze net boven Charles Darwin (4e), die de wetenschap veranderde met zijn evolutietheorie, William Shakespeare (5e), volgens velen de grootste schrijver in de Engelse taal, en Isaac Newton (6e), die wereldwijd bekendstaat als de grondlegger van de moderne natuurkunde.
In 2003 kondigde Marvel Comics aan dat het een vijfdelige serie zou maken onder de titel Di Another Day (een verwijzing naar de James Bondfilm Die Another Day), waarin Diana, Prinses van Wales, zou herrijzen als iemand met superkrachten. Maar na hevig protest werd dit idee snel verworpen. Heliograph Incorporated maakte een rollenspel, Diana: Warrior Princess, gecreëerd door Marcus L. Rowland en dat gaat over de fictieve wereld van de 20e eeuw, zoals men die over duizend jaar zou zien. Kunstenaar Thomas Demand maakte in 1999 een video, Tunnel, die een rit door een op schaal gemaakte kartonnen tunnel laat zien waarin het auto-ongeluk plaatsvond.
Acteur George Clooney hekelde enkele tabloid- en paparazzibureaus die verslag uitbrachten van de dood van Diana. Enkele van de tabloids boycotten Clooney na zijn uitbarsting waarin hij zegt dat hij "recht heeft op een eerlijk deel van wat zijn beroemdheid opbracht".
In 2015 plaatste Banksy in de tijdelijke maatschappijkritische tentoonstellingsruimte Dismaland een gecrashte koets met het lijk van Assepoester half uit een van de raampjes en omringd door fotograferende paparazzi.

## Onderzoek 2004-2006
John Stevens, voormalig hoofd van de Metropolitan Police Service, leidde tussen 2004 en 2006 een onderzoek naar de omstandigheden rond de dood. Het onderzoeksteam kondigde aan dat er "nieuw gerechtelijk bewijs" en getuigen waren gevonden, en verklaarde dat het ongeval "veel complexer in elkaar zit dan iemand van ons ooit dacht". Daaraan werd toegevoegd dat sommige van Al-Fayeds vragen ook terecht waren gesteld.
Het onderzoek bevestigde dat de chauffeur van de auto een lagerangs, onbetaalde informant van de Franse geheime dienst DST was geweest.

### Conclusies in december 2006
Op 14 december 2006 publiceerde het onderzoek haar vindingen in het rapport van Operation Paget. Er werd bericht dat de Amerikaanse National Security Agency (NSA) Diana's telefoongesprekken had afgeluisterd (inclusief die op de avond van het ongeval), zonder toestemming te hebben gekregen van de Britse veiligheidsdiensten. De NSA zei hierop dat het nooit had gedacht iets aan de gesprekken te hebben. Na het uitbrengen van het rapport zei John Stevens "dat er niets in de opnamen was te vinden wat het onderzoek kon helpen".
Bevestigd werd dat Diana's chauffeur, Henri Paul, dronken was tijdens de nacht van het ongeval. Stevens voegde hieraan toe dat Paul vrij was geweest, toen hij plotseling van Dodi terug moest komen die eiste dat hij reed. Hij zou niet, concludeerde het onderzoek, verwacht hebben te moeten rijden toen hij begon met drinken die avond. Een onderzoek in zijn flat leverde geen bewijs dat Paul aan een zware alcoholverslaving leed.

## Onderzoek 2007
Op 8 januari 2007 startte de 73-jarige lijkschouwer Elizabeth Butler-Sloss opnieuw een onderzoek naar de dood van Diana en Dodi.
In een verklaring zei ze: "Dit was een besluit dat ik had genomen na een grote interesse in het ongeval en de onderzoeken, en na er lang over te hebben nagedacht." Op 24 april 2007 maakte zij echter bekend dat ze in juni zou stoppen, naar eigen zeggen omdat ze de vereiste ervaring voor een dergelijk onderzoek niet had. Scott Baker werd daarna aangewezen als haar opvolger en neemt in juni haar taak over. Hij zou in oktober starten met de eerste onderzoeken.